# 滇東龍屬
滇東龍屬（學名：Diandongosaurus）是種已滅絕海生爬行動物，是鰭龍超目的一屬，化石被發現於中國雲南省羅平縣的關嶺組上段，地質年代屬於三疊紀中期的安尼西階。正模標本（編號IVPP V 17761）是一個完整、關節仍連接的頭顱骨、身體骨骼，同時帶有腫肋龍類、幻龍類的原始特徵，是種原始鰭龍超目動物。在2013年，中國古生物學家尚庆华等人化石命名為新屬，模式種是利齒滇東龍（D. acutidentatus）。